# قجر (مقاطعة ديواندرة)
قجر (بالفارسية: قجر) هي قرية تقع في قسم كولة الريفي (مقاطعة ديواندرة) في إيران. يقدر عدد سكانها بـ 617 نسمة بحسب إحصاء 2016.